# Osiedle Przyjaźni (Zielona Góra)

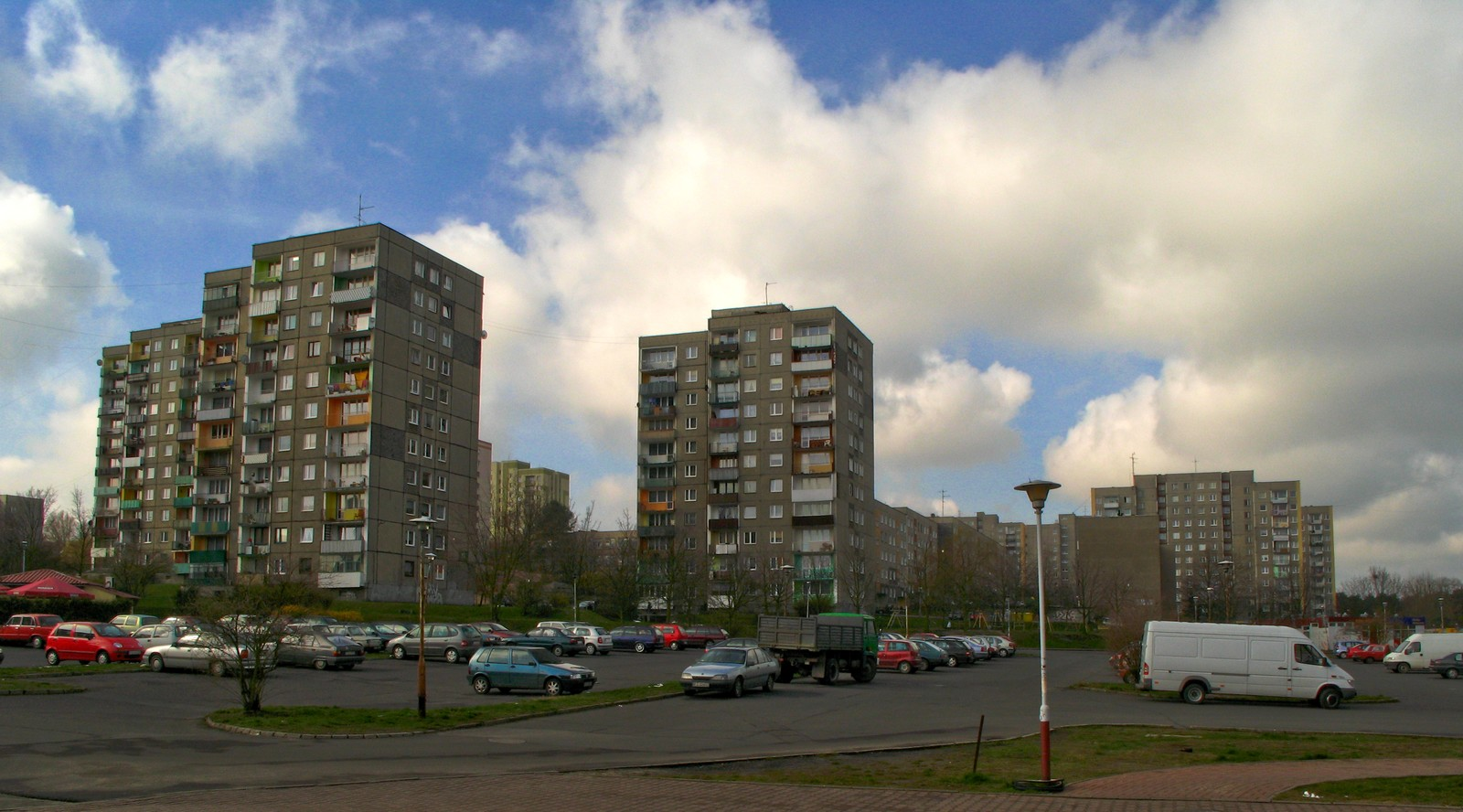
Osiedle Przyjaźni

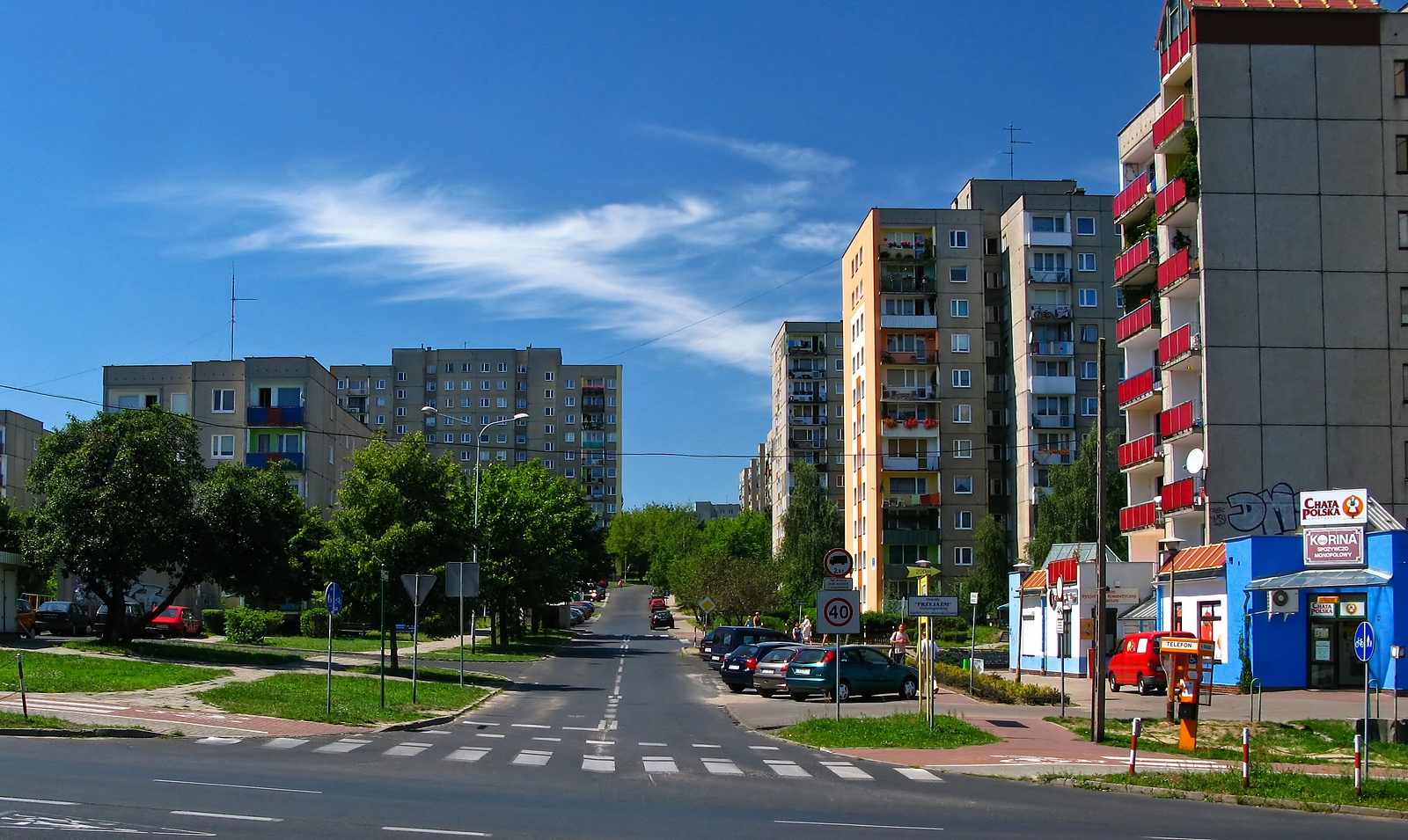
ulica Węgierska

Osiedle Przyjaźni – osiedle mieszkaniowe, a zarazem duża dzielnica mieszkalna miasta Zielona Góra, położone w zachodniej części miasta, ok. 2,5 km od centrum. 
Znajduje się tu największy w województwie kościół rzymskokatolicki pw. Ducha Św., biblioteka, Miejskie Przedszkole nr 37 im. "Pozytywka", Szkoła Podstawowa nr 18 im. Arkadego Fiedlera oraz Zespół Szkół Ekologicznych im. Unii Europejskiej, w skład którego wchodzi Szkoła Podstawowa nr 22 z Oddziałami Integracyjnymi oraz II Liceum Ogólnokształcące. Przy ulicy Francuskiej znajduje się Centrum Handlowe "Francuska". Osiedle Przyjaźni jest położone przy trasach do Lubska, Żar i Gubina.

## Ulice na osiedlu
- al. Wojska Polskiego
- ul. Stefana Wyszyńskiego
- ul. Francuska
- ul. Budziszyńska
- ul. Kraljevska
- ul. Węgierska
- ul. Słowacka
- ul. Hiszpańska
- ul. Bułgarska
- ul. Xawerego Dunikowskiego
- ul. Łużycka